# 月の家圓鏡

三ツ組橘は、月の家圓鏡の定紋である。

月の家 圓鏡（つきのや えんきょう）は、落語の名跡。当代は六代目（落語協会HPでは四代目となっている）。月の家は月ノ家、月廼家とも書く。
- 初代三遊亭圓鏡 - 後∶五代目朝寝坊むらく
- 二代目？月廼家円鏡 - 後∶三代目三遊亭圓遊
- 三代目月の家圓鏡 - 本名：菊田 勝太郎。前名は柳亭燕雀。三代目柳亭燕枝門下。詳細は不明。
- 月の家圓鏡 - 後∶三代目柳亭市馬が一時名乗ったと言われているが、詳細不明。
- 四代目月の家圓鏡 - 後∶七代目橘家圓蔵
- 五代目月の家圓鏡 - 後∶八代目橘家圓蔵
- 六代目月の家圓鏡 - 当代